# Lista de cristãos laureados com o Nobel
65% dos ganhadores do prêmio Nobel foram cristãos. Aqui está uma lista não exaustiva de alguns dos ganhadores de prêmios que se identificaram publicamente como cristãos.

## Física
| Ano  | Laureado | Laureado                    | País                | Denominação | Motivo |
| ---- | -------- | --------------------------- | ------------------- | --- | --- |
| 1904 |          | Lord Rayleigh               | Reino Unido         | Anglicano | "por suas investigações das densidades dos gases mais importantes e por sua descoberta do argônio em conexão com esses estudos"                                                                       |
| 1906 |          | Joseph John Thomson         | Reino Unido         | Anglicano | "por suas investigações teóricas e experimentais sobre a condutividade elétrica por gases" |
| 1909 |          | Guglielmo Marconi           | Itália              | Católico Romano | "por sua contribuição para o desenvolvimento da telegrafia sem fio" |
| 1914 |          | Max von Laue                | Alemanha            | Cristão | "por sua descoberta da difração de raios X por cristais", um passo importante no desenvolvimento da espectroscopia de raios X                                                                         |
| 1917 |          | Charles Glover Barkla       | Reino Unido         | Metodista | "por sua descoberta da característica da radiação Röntgen dos elementos", outro passo importante no desenvolvimento da espectroscopia de raios X                                                      |
| 1923 |          | Robert Andrews Millikan     | Estados Unidos      | Cristão. Ele falou disso em suas Terry Lectures em Yale em 1926–7, publicadas como Evolution in Science and Religion. | "por seu trabalho sobre a carga elementar da eletricidade e sobre o efeito fotoelétrico" |
| 1927 |          | Arthur Holly Compton        | Estados Unidos      | Presbiteriano | "por sua descoberta do efeito que leva o seu nome" |
| 1932 |          | Werner Heisenberg           | República de Weimar | Luterano | "por sua criação da mecânica quântica, cuja aplicação, entre outras coisas, levou à descoberta das formas alotrópicas de hidrogênio"                                                                  |
| 1936 |          | Victor Francis Hess         | Áustria             | Católico Romano Ele escreveu sobre o tema da ciência e religião em seu artigo "My Faith".                             | "por sua descoberta da radiação cósmica" |
| 1951 |          | Ernest Thomas Sinton Walton | Irlanda             | Metodista | "por seu trabalho pioneiro sobre a transmutação de núcleos atômicos por partículas atômicas artificialmente aceleradas"                                                                               |
| 1964 |          | Charles Hard Townes         | Estados Unidos      | Protestante (Igreja Unida de Cristo)                                                                                  | "por sua sua obra fundamental no campo da eletrônica quântica, que levou à construção de osciladors e amplificadors baseados no princípio maser - laser"                                              |
| 1974 |          | Antony Hewish               | Reino Unido         | Cristão | "por sua pesquisa pioneira em radioastrofísica: Ryle por suas observações e invenções, em particular pela técnica de síntese de abertura, e Hewish por seu papel decisivo na descoberta de pulsares." |
| 1997 |          | William Daniel Phillips     | Estados Unidos      | Protestante (Igreja Metodista Unida)                                                                                  | "por seu desenvolvimento de métodos para resfriar e aprisionar átomos com luz laser." |
| 2007 |          | Peter Grünberg              | Alemanha            | Católico Romano | "por sua descoberta da magnetorresistência gigante" |

## Química
| Ano  | Laureador | Laureador          | País           | Denominação                              | Motivo                                                          |
| ---- | --------- | ------------------ | -------------- | ---------------------------------------- | --------------------------------------------------------------- |
| 1918 |           | Fritz Haber        | Alemanha       | Convertido ao protestantismo do judaismo | "por sua síntese de amônia a partir de seus elementos"          |
| 1996 |           | Richard E. Smalley | Estados Unidos | Cristão                                  | "por sua descoberta de fulerenos"                               |
| 2007 |           | Gerhard Ertl       | Alemanha       | Cristão                                  | "por seus estudos de processos químicos em superfícies sólidas" |